# Catastrofa feroviară de la Evangelismos
Catastrofa feroviară de la Evangelismos a avut loc la data de 28 februarie 2023 în satul Evangelismos⁠(d) în apropiere de Valea Tempe⁠(d) din Tesalia, Grecia, când două trenuri s-au ciocnit. Este cel mai grav accident feroviar⁠(d) din Grecia din 1968 încoace.

## Descriere
Accidentul s-a petrecut pe magistrala Atena - Salonic⁠(d), care permite din 2019 circulația cu viteze de 200 km/h. Mai exact, locul accidentului se află la 30 de km la nord de orașul Larisa, la intrarea în Valea Tempe, unde calea ferată se află pe amplasamentul actual încă din 2003, ca parte a unui proiect de modernizare a tronsonului dintre Larisa și Salonic, implementat la începutul anilor 2000. Deși întreaga magistrală este dotată cu sisteme de control de trafic electronic, inclusiv cu semnalizare de tip bloc de linie automat⁠(d) și ETCS⁠(d), șeful sindicatului feroviarilor din Grecia, Kostas Genidounias, a declarat la ERT că controlul traficului feroviar se făcea manual pe întreaga magistrală (cu excepția unui tronson de 30 km în zona Atena) și că un accident era iminent. Conform mai multor surse din același sindicat, 80 % din semnalele de pe rețeaua feroviară din Grecia sunt stinse sau arată roșu, iar pe 90 % din rețeaua feroviară mecanicii nu știu dacă ies pe abatere, dacă viteza trebuie redusă, dacă blocul de linie este ocupat sau dacă linia a fost avariată. De asemenea, gestionarea traficului feroviar se face prin metode asemănătoare cu cele în care se făcea pe vremea când magistrala Atena-Salonic era o cale ferată cu un singur fir, prin utilizarea radiotelefoanelor între mai multe gări. Astfel, mulți mecanici de tren își folosesc judecata proprie pentru a stabili când să frâneze sau nu, chiar și la viteze în jur de 160 km/h, circulând „orbește” pe toată magistrala. Deși implementarea sistemului ETCS trebuia făcută în 2020, implementarea a fost amânată pentru finalul anului 2023, fiind descrisă ca parte a mai multor proiecte „eterne” ale OSE. Accidentul s-a petrecut pe fondul responsabilității Greciei, care a fost trimisă la Curtea de Justiție a Uniunii Europene datorită neîndeplinirii obligațiilor de a implementa măsuri de siguranță pe rețeaua feroviară conform directivelor europene, iar în parlamentul grec era abia în dezbatere o lege prin care urma stabilirea Comisiei de Anchetare a Accidentelor Feroviare (greacă Επιτροπή Διερεύνησης Σιδηροδρομικών Ατυχημάτων και Συμβάντων).
În după-amiaza din ziua accidentului, un incident la gara Paleofarsalos, în care un cablu al rețelei de contact⁠(d) a căzut pe trenul InterCity 57 care staționa a cauzat mai multe întârzieri pe linie.
Unul dintre trenurile implicate în accident era trenul InterCity 62 Atena–Salonic care a plecat la ora 19:30 și era compus din locomotiva Siemens⁠(d) HellasSprinter⁠(d) 120 023 și 6 vagoane de călători Viaggio Classic (UIC-Z1) fabricate la Simmering-Graz-Pauker, Bombardier-Dunakeszi Járműjavító și Hellenic Shipyards, capabile de a atinge o viteză maximă de 200 km/h. Al doilea tren era alcătuit din mai multe vagoane platformă încărcate cu plăci de oțel, containere și era remorcat de două locomotive HellasSprinter cu numerele 120 022 și 120 012. În momentul accidentului trenul InterCity avea o întârziere majoră, și circula cu circa 140 km/h. La bord se aflau 342 de călători, o mare parte din ei fiind studenți la universități, care se întorceau spre Salonic după un weekend prelungit cu ocazia sărbătorii intrării în Postul Mare ortodox. Printre călători se aflau cetățeni ai Albaniei (dintre care 5 au decedat) și ai Ciprului.

## Accidentul
După plecarea trenului InterCity 62 din gara Larisa, acesta a circulat pe firul greșit până la locul accidentului (cu viteze între 140 și 160 km/h), care se află la 27 de km la nord de gara Larisa, la intrarea sudică în Valea Tempe, sub un pasaj al autostrăzii A1/drumului european E75. Explozia cauzată de către ciocnire a fost surprinsă de către camerele de supraveghere din zonă. Forța impactului a fost suficientă încât să împingă cele două locomotive ale trenului de marfă înspre vagoanele platformă care erau remorcate. Locomotiva trenului de călători a fost distrusă în întregime după accident, iar 4 vagoane ale trenului de călători au deraiat și s-au răsturnat. În urma accidentului un incendiu a izbucnit în vagonul restaurant, primul care se afla în spatele locomotivei, iar flăcările, conform purtătorului de cuvânt al pompierilor, Vassilis Varthakogiannis, ajungând până la 1300 °C. 
Imediat după accident, mai mulți călători au spart geamurile pentru a ieși din tren. Bilanțul a ajuns la 57 de persoane decedate, 85 de persoane rănite (dintre care 66 spitalizate, 6 la terapie intensivă) și alte 56 date dispărute sau neidentificate.

## Urmări
În urma accidentului 150 de pompieri au intervenit la fața locului cu 17 mașini de pompieri, alături de 40 de ambulanțe, 30 de polițiști și două automacarale; ulterior și Armata Elenă a ajuns la fața locului. Ministrul sănătății din guvernul grec, Thanos Plevris a venit la fața locului, în timp ce președinta Greciei, Katerina Sakellaropoulou și-a suspendat vizita în Republica Moldova pentru a oferi susținere victimelor accidentului. Ministrul transporturilor din Grecia, Kostas Achilleas Karamanlis  și-a dat demisia din funcție, spunând că este o responsabilitate politică faptul că „nu a putut să aducă rețeaua feroviară la standardele secolului 21” și că este „o formă de respect față de cei care au murit atât de nedrept”. Impiegatul⁠(d) gării Larisa a fost arestat.
Mai mulți lideri internaționali au trimis condoleanțe, iar guvernul grec a decretat 3 zile de doliu. Prim-ministrul Kyriakos Mitsotakis a vizitat locul accidentului. Fostul ministru de finanțe Yanis Varoufakis a dat vina pe o „privatizare hidoasă” făcută de către guvernul grec odată cu vânzarea TrainOSE către Ferrovie dello Stato, comparând accidentul cu o altă ciocnire între două trenuri care a avut loc la Londra în 1999.
În urma accidentului au avut loc la Atena și Larisa mai multe proteste și ciocniri cu forțele de ordine, iar incidentul a stârnit furia populației din Grecia. Inițial, sindicatul angajaților metroului din Atena au anulat o grevă datorită accidentului, însă la 2 martie 2023 Sindicatul Panelen al Feroviarilor a lansat o grevă pentru a-și arăta nemulțumirea față de riscurile asociate cu cauzele probabile ale accidentului.